# Котово (Шекснинский район)
Котово — деревня в Шекснинском районе Вологодской области.
Входит в состав сельского поселения Любомировского, с точки зрения административно-территориального деления — в Любомировский сельсовет.
Расстояние по автодороге до районного центра Шексны — 34 км, до центра муниципального образования Любомирово — 0,7 км. Ближайшие населённые пункты — Еремеево, Любомирово, Новоселки.
По переписи 2002 года население — 8 человек.